# Ninkenanka
Ninkenanka je legendární tvor západoafrického folklóru. Jejím domovem by měl být ostrov Lililobong na řece Gambii ve státě Gambii.

## Popis
Podle tvrzení domorodců jde o tvora dlouhého 9–10 metrů s dlouhým krkem a malou hlavou, svým vzhledem by měl vzdáleně připomínat sauropodního dinosaura.

## Pozorování
Ačkoliv vám snad každý domorodec potvrdí existenci Ninkenanky, zprávy o jejím pozorování jsou spíše sporadické.
O Ninkenance píše ve svých poznámkách Angličan Thomas H. Darlympl, který v Gambii působil v roce 1935 jako lékař. Jednou v noci ho vzbudil značný hluk domorodců. Ráno zjistil, že příčinou toho bylo objevení se Ninkenanky. Požádal tedy náčelníka, aby mu dal vědět, kdyby se opět ukázala. Při nejbližší příležitosti se pak vypravil na místo pozorování, ale sám tohoto bájného tvora nespatřil. Velký rozruch vyvolal jeden z doktorových pomocníků, který domorodcům ukázal fotografii sochy dinosaura v jednom z newyorských parků, o které všichni svorně prohlašovali, že jde o Ninkenanku.
V roce 1983 objevil na pláži poblíž estuáru řeky britský student Owen Burnaham mršinu obrovského uhynulého zvířete. Podle popisu se jednalo o pět metrů dlouhé zvíře, na špičce horní čelisti s nozdrami. Mělo dva páry ploutví a dlouhý špičatý ocas. Mršina se však nezachovala a nebyla nijak odborně zkoumána.
V létě roku 2006 byla do Gambie společností Centre for Fortean Zoology vypravena expedice, která měla potvrdit existenci bájného tvora.
V jednom dílu seriálu Dobyvatelé ztracené pravdy se Josh Gates se svým týmem vydal na pátrání po tomto tvorovi.